# Нью-Йорк (штат)
Нью-Йо́рк (англ. New York, американское произношение: [nuː ˈjɔɹk] (слушать)о файле, аббр. NY) — штат на северо-востоке США, на Атлантическом побережье, у границы с Канадой, крупнейший в группе Средне-Атлантических штатов. Площадь штата — 141 300 км², из них 19 016 км² заняты внутренними водами. В состав штата входит крупный остров Лонг-Айленд. Административный центр — город Олбани.
В пределах штата находится крупнейший город, финансовый центр страны — Нью-Йорк. Население штата — 20 215 751 человек (четвёртое место после Калифорнии, Техаса и Флориды) по данным переписи населения США (2020), в том числе городского около 85 %; более 40 % живут в городе Нью-Йорке. Крупнейшие города и основные промышленные центры: Нью-Йорк, Буффало, Рочестер, Сиракьюс. Другие крупные города: Ниагара-Фолс, Ютика, Скенектади.

## История
Ко времени появления европейцев в этих местах жили индейские племена ирокезов и алгонкины. Освоение региона европейцами началось с исследования реки Гудзон (Хадсон). В Нью-Йоркской бухте в 1524 году побывал Джованни Веррацано. В 1609 году мореплаватель Генри Гудзон, служивший у голландцев, дошёл по реке до мест, где ныне находится город Олбани. Здесь в 1614—1618 существовало первое поселение форт Нассау. В 1621 году эта территория была включена в состав голландских колониальных владений в Северной Америке, получивших название Новые Нидерланды. В 1626 году был основан город Новый Амстердам (будущий Нью-Йорк), ставший центром голландских колоний. Эта территория стала объектом длительной англо-голландской борьбы. В 1664 году голландский губернатор Петер Стёйвесант под давлением британского флота сдал колонию англичанам. С 1664 года (кроме 1673—1674) ею владели англичане, присвоившие своей новой колонии наименование Нью-Йорк. В 1664 году из колонии была выделена территория, ныне известная как штат Нью-Джерси, через год была установлена граница между Нью-Йорком и Коннектикутом, которая в дальнейшем не изменялась. В 1688 Нью-Йорк вместе с другими колониями вошёл в состав доминиона Новая Англия. После восстания под предводительством Я. Лизлера власть в колонии в течение двух лет была в руках мятежников (1689—1691).

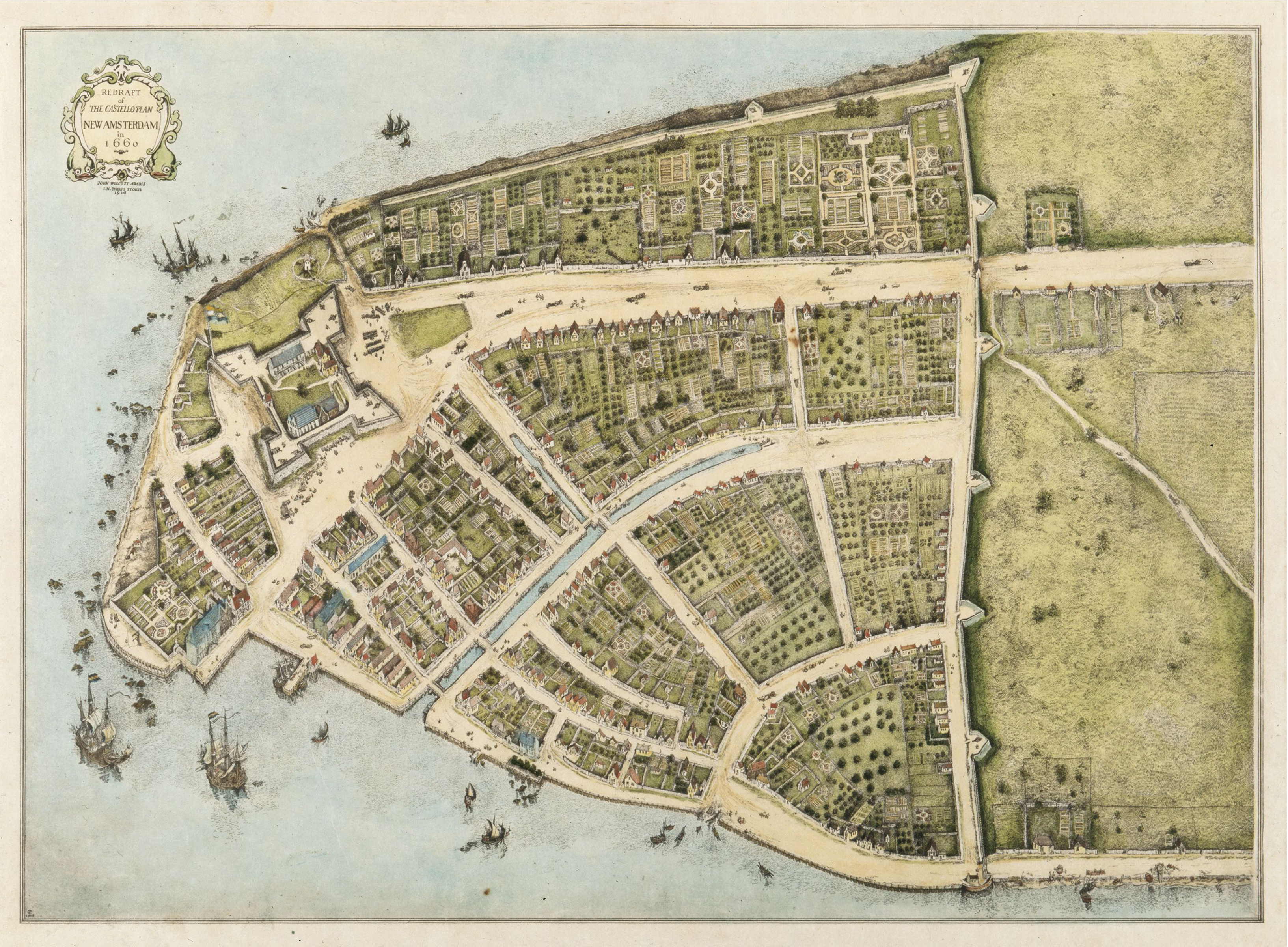
Новый Амстердам

В 1691 году после восстановления власти английской короны было принято решение о создании законодательного собрания. Нью-Йорк был центром событий в ходе войн с французами и индейцами и много раз, вплоть до разгрома французов в 1761 году, подвергался опустошительным рейдам.
В период Войны за независимость будущий штат также занимал стратегическое положение в планах сторон. В 1776—77 годах на его территории происходил ряд крупных столкновений. 6 февраля 1778 года Нью-Йорк ратифицировал первый конституционный документ США — Статьи Конфедерации и вечного союза. В апреле 1787 года Нью-Йорк ратифицировал уже Конституцию США и в июле 1788 года стал 11-м по счёту штатом с временной столицей в городе Кингстоне (в 1797 году столица перенесена в Олбани).
К концу первой четверти XIX века штат имел высокоразвитое сельское хозяйство и мануфактурную промышленность с центром в Нью-Йорке. Быстро развивалась транспортная сеть, чему способствовало как наличие естественных водных путей, так и само местоположение штата. В 1825 завершилось строительство канала Эри, в 1831 году построена первая железная дорога, соединившая Олбани и Скенектади, а ещё через 25 лет весь штат был покрыт сетью железных дорог. В 1830—1840-е в обществе происходили значительные перемены: развивался процесс демократизации, активно действовали организации фермеров, женщин, аболиционистов. Были сильны реформаторские тенденции, породившие плеяду видных нью-йоркских политических деятелей, в том числе Мартина Ван Бюрена, Уильяма Генри Сьюарда, Хораса Грили.
Уже к 1820 году штат Нью-Йорк занимал первое место среди штатов по численности населения.
С 1839 в штате вспыхнул конфликт между фермерами, недовольными грабительскими арендными законами, и правительством, продолжавшийся по 1846 год и получивший название Anti-Rent War.
Перед Гражданской войной он стал ведущим промышленным штатом страны; в Гражданской войне в США 1861—1865 участвовал на стороне Севера. Более 500 тыс. жителей штата приняли участие в войне, 50 тыс. человек погибли. После войны экономическое развитие штата продолжалось в прежнем темпе; для второй половины XIX века характерны рост корпораций и образование гигантских трестов, наплыв иммигрантов из Европы. Происходило резкое расслоение общества, усугубились тяжёлые условия труда, в политической жизни процветала коррупция. Господству Таммани-холла удалось положить конец только в 1930-е усилиями многих видных политиков, в том числе мэра Нью-Йорка Фиорелло Ла Гардия (1934—1945).
В штате Нью-Йорк в 2009 году внесена поправка в избирательное законодательство, в соответствии с которой во всех городах штата, в которых проживает более миллиона человек, все связанные с процессом выборов документы должны переводиться на русский язык. Русский язык стал одним из восьми иностранных языков в Нью-Йорке, на которых должны печататься все официальные материалы избирательных кампаний. Ранее в список были включены испанский, корейский, филиппинский, креольский языки и три диалекта китайского.
В июне 2011 года в штате были легализованы однополые браки.

## География

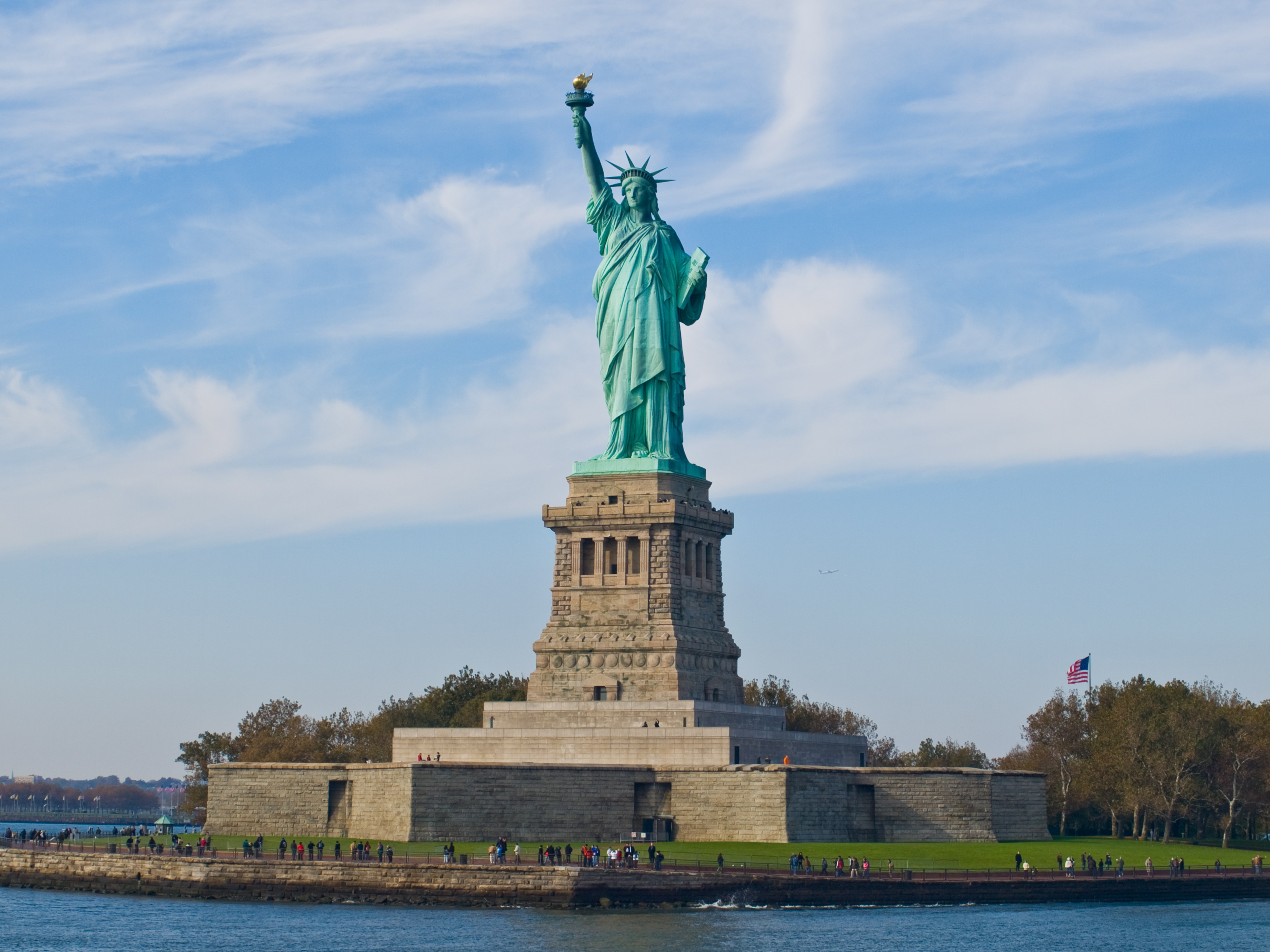
Статуя Свободы

Граничит на востоке со штатами Вермонт, Массачусетс и Коннектикут, на юго-востоке имеет выход к Атлантическому океану, на юге граничит со штатами Пенсильвания и Нью-Джерси. На западе имеет выход к озёрам Эри и Онтарио и граничит с канадской провинцией Онтарио, на севере — с провинцией Квебек.
Регионы: Центральный Нью-Йорк, Западный Нью-Йорк, Северный Нью-Йорк, Южный Нью-Йорк. Исторически сложилось неофициальное деление штата на южную (англ. Downstate New York) и северную (англ. Upstate New York) части; в южную часть включают, собственно, город Нью-Йорк и Лонг-Айленд, а в северную — всю остальную территорию штата.
Большая часть территории штата занята отрогами Аппалачей, достигающими на северо-востоке, в горах Адирондак, высоты 1628 м; гора Марси (1629 м).
На юго-западе — Аллеганское плато высотой до 656 м (Аллеганы). На северо-западе, у берегов Онтарио, а также на Лонг-Айленде — низменности.
На границе с Канадой находится Ниагарский водопад. Около 13 % площади занимают реки и озера (Эри, Онтарио, Шамплейн). Главные реки — Гудзон (связана с системой Великих озёр), Мохок, Св. Лаврентия, Саскуэханна.
В целом, в штате Нью-Йорк влажный континентальный климат; в городе Нью-Йорк — влажный субтропический климат. На юго-востоке более мягкий и влажный климат, в горах — континентальный. Среднемесячные температуры — от 0-8 до 23 градусов. Осадков — 800—1000 мм в год.

## Флора
Красный клён, берёза, дуб.
Хвойные и смешанные леса.

## Фауна
Рыжая рысь, американский енот, лось, чёрный медведь, канадская выдра.
Белоголовый орлан, кряква, каролинская утка, восточная сиалия, индейка.

## Население

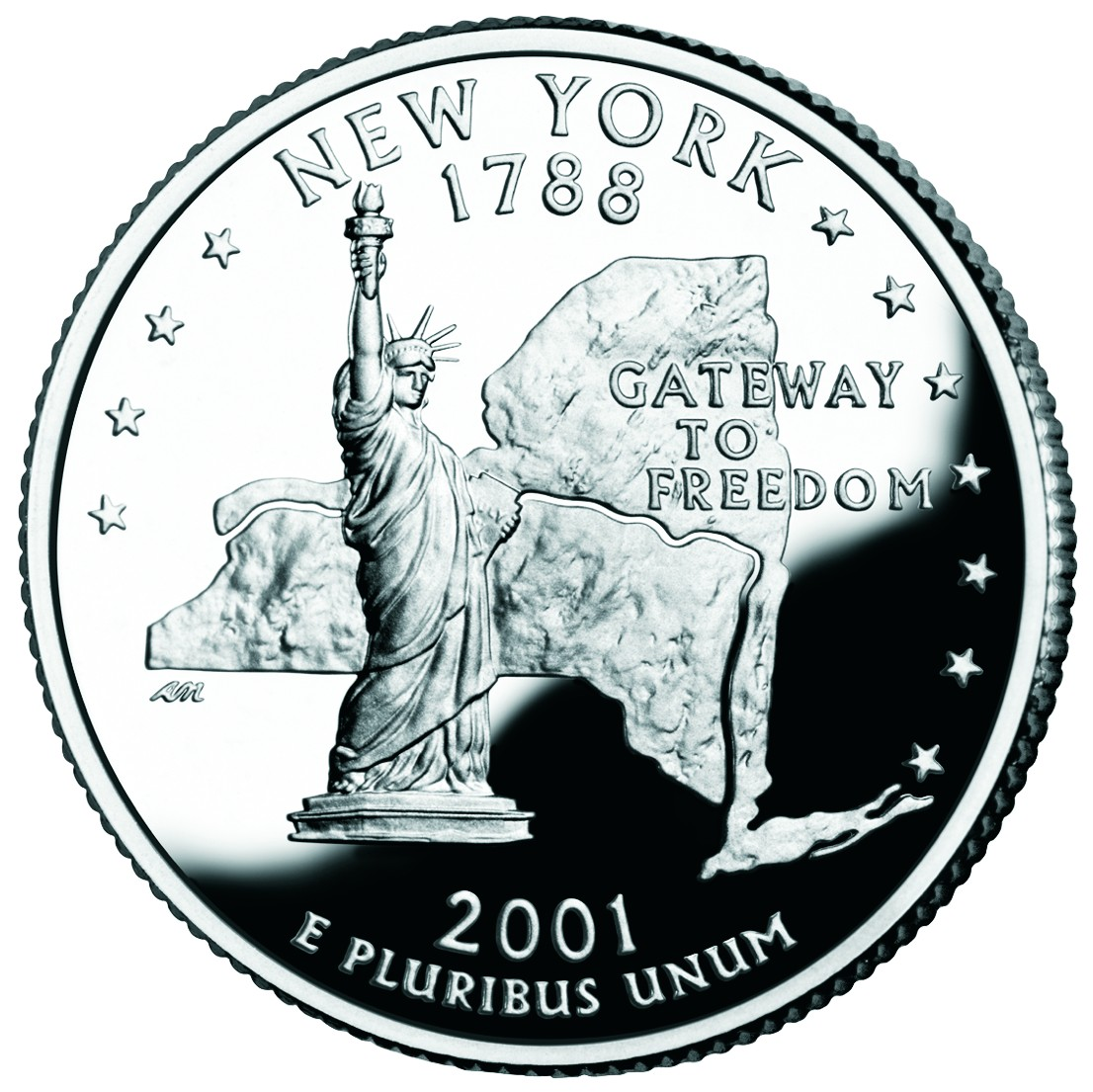
Монета 25 центов, посвящённая штату

В прошлом Нью-Йорк служил главными воротами для заокеанской иммиграции в США. За период 1910—35 в США иммигрировало 11 млн чел., из них ок. 65 % прошло через Нью-Йорк. Примерно половина из 20,2 млн населения штата проживает на островах Лонг-Айленд (8 млн), Манхэттен (1,6 млн) и Статен-Айленд (0, 47 млн).

### Языки
По состоянию на 2010 год 70,72 % (12 788 233) жителей Нью-Йорка в возрасте от пяти лет и старше сообщили, что говорят дома только по-английски, в то время как 14,44 % (2 611 903) говорили по-испански, 2,61 % (472 955) китайский (включая кантонский и севернокитайский), 1,20 % (216 468) русский, 1,18 % (213 785) итальянский, 0,79 % (142 169) французский креольский, 0,75 % (135 789) французский, 0,67 % (121 917) идиш, 0,63 % (114 574) корейский, а на польском говорят 0,53 % (95 413) населения старше пяти лет. В общей сложности 29,28 % (5 295 016) населения Нью-Йорка в возрасте от пяти лет и старше сообщили, что говорят на другом языке, кроме английского.

### Города
- 1. Нью-Йорк 8 398 748
- 2. Буффало 256 304
- 3. Рочестер 206 284
- 4. Йонкерс 199 663
- 5. Сиракьюс 142 749
- 6. Олбани 97 856, население городской агломерации Олбани — 1 миллион человек (2018)[12].

### Религия
Католики составляют более 40 % населения в Нью-Йорке, протестанты — 30 % (баптисты — 7 %, методисты — 6 %, кальвинисты — 2 %, англикане — 2 %, лютеране — 2 %, пятидесятники — 2 %), иудеи — 8,4 %, мусульмане — 3,5 %, буддисты — 1 %; 13 % утверждают об отсутствии религиозной принадлежности.

## Экономика

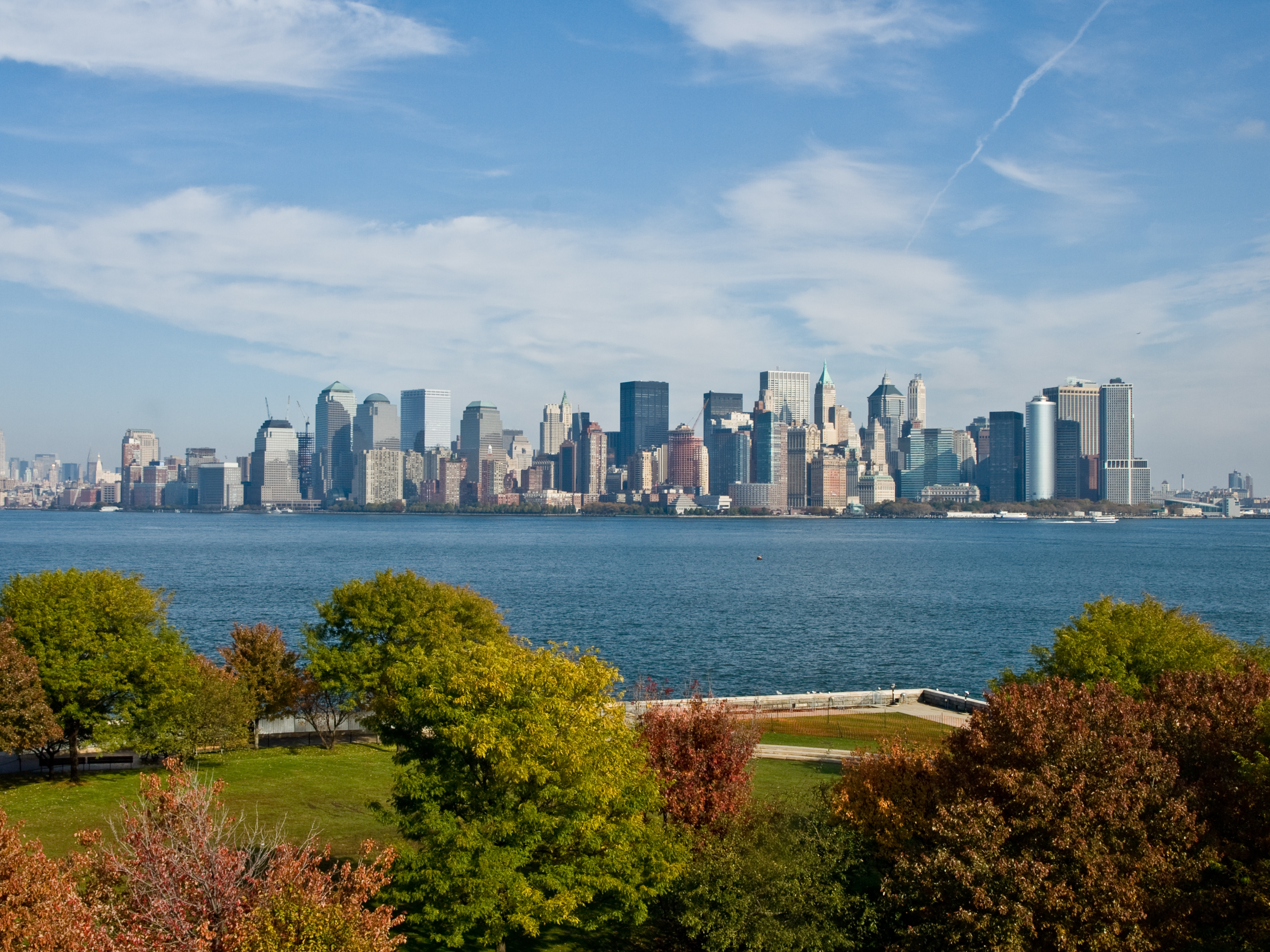
Нью-Йорк

Нью-Йорк — один из наиболее населённых и экономически развитых штатов США. Уступив после 1960 г. Калифорнии 1-е место по числу жителей, штат Нью-Йорк занимает ведущие позиции в области банковского дела, торговли ценными бумагами, телекоммуникаций. Финансовая деятельность (в том числе страхование), торговля недвижимостью дают штату около 80 % валового дохода. До 1970-х, когда он сдал позиции Калифорнии, Нью-Йорк был ведущим индустриальным штатом США. Из более чем 7 млн экономического активного населения на промышленность приходится около 25 %, на сельское хозяйство 2 %, на торговлю и финансы почти 30 %. Занятых в горнодобывающей промышленности (1970) 8 тыс., в обрабатывающей — 1,8 млн чел. Важнейшие виды полезных ископаемых — камень, соль, песок. Кроме того, добыча цинка (55 тыс. т), поваренной соли (около 5 млн т), стройматериалов, абразивов, производство титановых концентратов. Важные отрасли обрабатывающей промышленности: швейная и полиграфическая (главным образом в Нью-Йорке), электротехническая и радиоэлектронная, оптико-механическая, судостроительная, авиаракетная промышленность, производство промышленного оборудования. Развиты также чёрная (главным образом в Буффало) и цветная металлургия, химическая, нефтеперерабатывающая, пищевая, кожно-обувная промышленность, выплавка алюминия. Крупные ГЭС — на Ниагаре и реке Св. Лаврентия. Установленная мощность электростанций (1972) — 24 ГВт. Продукция сельского хозяйства (пригородного типа) имеет преимущественно местное значение: яблоки, вишня, овощи, кукуруза. Животноводство даёт свыше 75 % товарной продукции сельского хозяйства; крупного рогатого скота (1971) 1,8 млн голов, в том числе свыше 1 млн дойных коров и тёлок. В посевах преобладают кормовые. На Лонг-Айленде выращивают главным образом картофель и овощи, а на побережье озёр Эри и Онтарио — виноград и плодовые (2-е место по сбору в США). У берегов Лонг-Айленда развито рыболовство. Высоко развита транспортная сеть. Важную роль в экономике штата играет индустрия туризма с центром в г. Нью-Йорке.
Одна из наиболее серьёзных проблем штата — загрязнение окружающей среды, борьба с ним ознаменована принятием действенных законодательных актов в 1960-е.
Ведущая роль в жизни штата, да и всей страны, традиционно закрепилась за городом Нью-Йорком. Ежегодный валовый продукт только этого города превосходит ВНП большинства стран мира. Нью-Йорк — традиционный центр текстильной промышленности, полиграфии, производства продуктов питания, крупнейший морской порт.
Буффало — центр тяжёлой промышленности (хотя многие сталелитейные заводы закрылись в 1980-х), крупнейший озёрный порт.
Рочестер — центр производства оптических приборов, фотооборудования.
Сиракьюс — центр химической, металлургической, электротехнической и целлюлозно-бумажной промышленности, тяжёлого машиностроения.
Ютика и Ром (Rome) — центры машиностроения, Бингемтон— бытовой электроники, компьютеров.
ВВП штата Нью-Йорк составляет 1130,4 млрд $ — 3-е место в США (август 2011 г.), что сопоставимо с ВВП такой страны, как Канада.
По состоянию на 2012 год в штате базировались крупнейшие американские корпорации из списка Forbes Global 2000 — JPMorgan Chase, Citigroup, IBM, Pfizer, AIG, MetLife, Verizon Communications, Goldman Sachs, PepsiCo, Morgan Stanley, American Express, News Corp, Philip Morris International, Time Warner, Bank of New York Mellon, Bristol Myers Squibb, Travelers Cos, Hess Corporation, BlackRock, Time Warner Cable, Loews Corporation, Viacom, Colgate-Palmolive, CBS Corporation, Consolidated Edison, Corning, Alcoa, Omnicom Group, Marsh & McLennan, MasterCard.
Нью-Йоркская фондовая биржа, Nasdaq.

## Образование и наука
Корнеллский университет, Сиракузский университет, Колумбийский университет, Нью-Йоркский университет, Университет в Буффало, Фордемский университет, Рокфеллеровский университет.
Нью-Йоркская АН (1817), Нью-Йоркская академия медицины (1847).

## Спорт

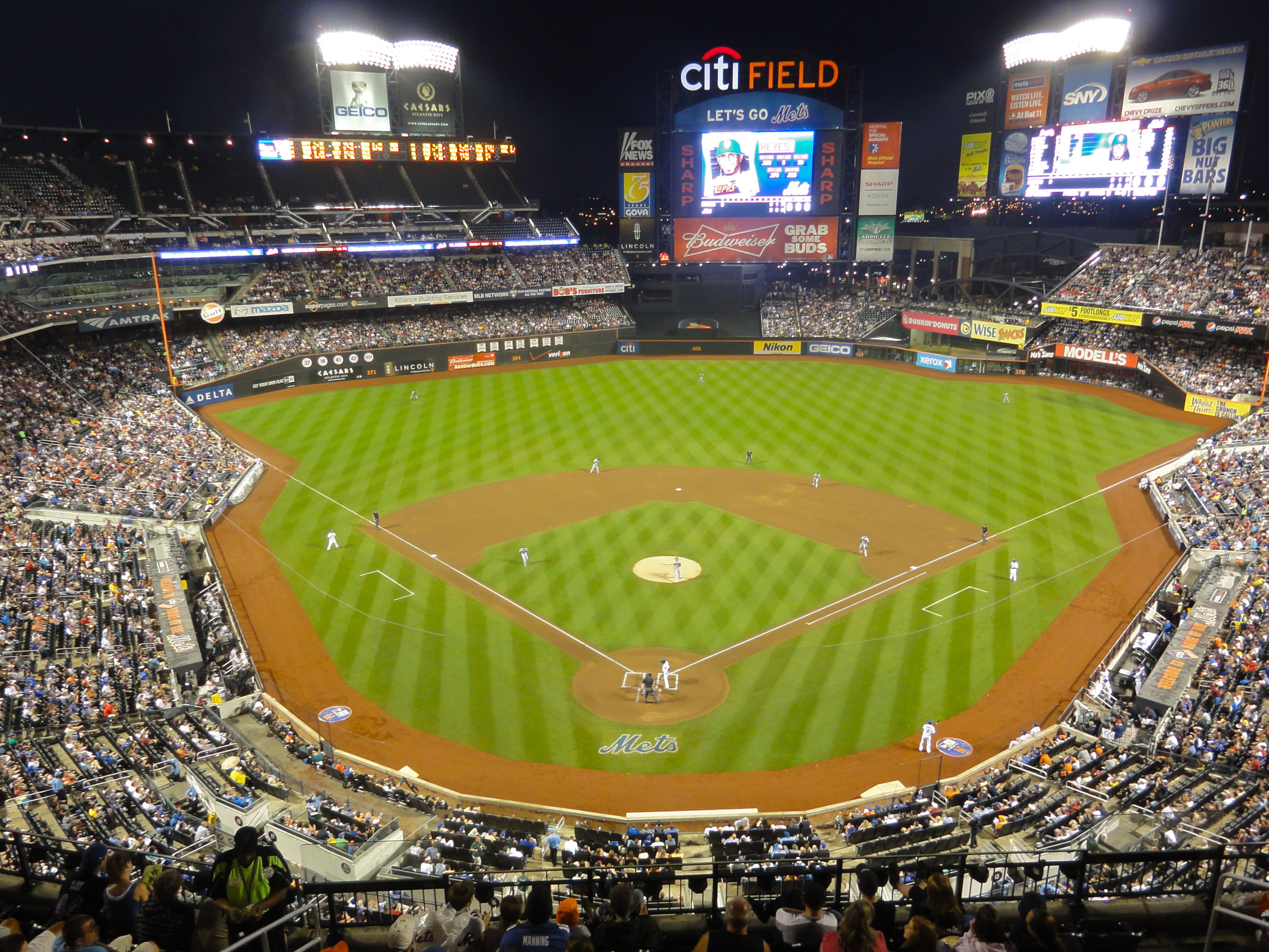

Зимние Олимпийские игры 1932, Зимние Олимпийские игры 1980.
За футбольный клуб «Нью-Йорк Космос» выступал Пеле.

## Символы
Цветок штата: роза. Животное штата: бобр. Напиток штата: молоко. Кустарник штата: сирень. Дерево штата: клён сахарный.